# Queen's Club Championships 2004
Queen's Club Championships 2004 — тенісний турнір, що проходив на трав'яних кортах у місті Лондон, Велика Британія з 7 червня. Належав до категорії ATP International Series.

## Фінальна частина

### Одиночний розряд
Енді Роддік —  Себастьян Грожан 7–6(7–4), 6–4

### Парний розряд
Боб Браян /  Майк Браян —  Марк Ноулз (тенісист) /  Деніел Нестор 6–4, 6–4